# Borbotó
Borbotó es el nombre de una pedanía de la ciudad de Valencia (España) perteneciente al distrito de los Poblados del Norte, situada al norte de su término municipal. Limita al oeste con Burjasot y Godella, al este con Carpesa, al norte con Masarrochos, Moncada y Benifaraig y al sur con Pueblo Nuevo. Su población censada en 2022 era de 734 habitantes. Fue un pueblo hasta 1888, cuando pasó a ser pedanía de Valencia.

## Toponimia
Según Joan Corominas, el término Borbotó proviene del árabe برّ أبو تر (Barr Abū Tur), es decir, "barrio de Abu Tur".
Sin embargo, actualmente ha cobrado gran fuerza entre los expertos la teoría de que Borbotó en realidad es un hidrónimo que procede del verbo "borbotar" derivado del latín vulgar "Bullāre", con doblamiento caracteristico en el latín de B>Br, dando "Burbullāre" (que significa "hervir", "burbujear" o "brotar"). Este nombre tendría su origen en la fuente natural de Santa Ana, ubicada en el mismo municipio. 

## Historia
Borbotó proviene de una alquería andalusí, que fue tomada por Jaime I de Aragón durante la conquista de Valencia. El rey la donó a Guillem de Caportella en 1238, incluyendo los molinos y hornos, cosa bastante infrecuente ya que estos solían reservarse para control regio. Caportella, no obstante, la cedió a la Orden del Temple el 12 de noviembre de 1238.
Adquirió el título de lugar el 30 de agosto de 1258 y se convirtió en cabeza de la comanda de Borbotó. Tras la disolución del Temple permaneció en el Bailío de Moncada (Orden de Montesa) hasta la extinción de los señoríos en 1811. En ese momento se constituyó como municipio independiente, contando con algo más de 100 casas y dos escuelas a las que acudían unos 60 alumnos. En el Diccionario de Madoz (1845-1850) aparece la siguiente descripción:

L[ugar] con ayunt[amiento] en la prov[incia] [...] de Valencia [...] Sit[uado] en llano, á la der[echa] del barranco Carraixet, [...] con clima templado y sano [...] Tiene 100 casas de fáb[rica] regular; la de ayunt[amiento]; cárcel; una escuela de primeras letras, á donde concurren 43 niños, [...] otra de niñas con 30 de asistencia [...] y una igl[esia] (Sta. Ana) [...] El térm[ino] confina N. Benifaraig (1/4 de hora); E. Carpesa (medio cuarto); S. Burjasot (1/4), y O. Godella (id.). En su radio se encuentra una fuente llamada de Sta. Ana, cuyas aguas son bastante flojas. El terreno es todo huerta, de buena calidad, plantada generalmente de moreras. Los caminos que conducen á los pueblos limitrofes son carreteros y se hallan en buen estado, cruzando por el E. á muy corta dist[ancia] la carretera real que se dirige á Barcelona, y por el S., á contados pasos, la que desde esta va á Liria y Chelva [...] Prod[ucción]: seda, trigo, cáñamo, alubias y hortalizas. Pobl[ación] 117 vec[inos], 576 alm[as] [...]
Diccionario de Madoz

El 12 de diciembre de 1888, y por decisión de los vecinos, Borbotó pasó a formar parte del municipio de Valencia.

## Geografía humana

### Demografía
| Gráfica de evolución demográfica de Borbotó entre 1842 y 1887 |
| |
| Población de derecho según los censos de población del INE Población de hecho según los censos de población del INEEntre el censo de 1897 y el anterior, este municipio desaparece porque se integra en el municipio 46250 (Valencia) |

En 1646 Borbotó tenía 50 casas, número que se duplicó a finales del siglo XVIII, contando con unos 600 habitantes. La población de Borbotó ha ido manteniéndose, con pequeños altibajos, a lo largo de todo del siglo XX, y en la actualidad tiene una ligera tendencia a la baja.
|           | 1910 | 1920 | 1930 | 1940 | 1950 | 1960 | 1970 | 1981 | 1986 | 2001 | 2005 | 2009 | 2015 | 2018 | 2022 |
| Población | 655  | 631  | 604  | 765  | 927  | 806  | 697  | 758  | 772  | 800  | 791  | 742  | 701  | 713  | 734  |

### Urbanismo
El núcleo urbano es compacto y nuclear, ya que se asienta en el cruce de varios caminos comarcales y locales que cruzan la huerta circundante. Tiene dos plazas principales, la de la Patrona (antigua plaza Mayor) y la del Moreral.

### Economía
Durante el siglo XIX el principal motor de la economía era la producción de seda, trigo, cáñamo, alubias y hortalizas.

## Política
Borbotó depende del ayuntamiento de Valencia en consideración de barrio del distrito de Poblados del Norte (en valenciano Poblats del Nord). Sin embargo, dada su condición de poblamiento rural, cuenta, de acuerdo con las leyes estatales y autonómicas pertinentes, con un alcalde de barrio que se encarga de velar por el buen funcionamiento del barrio y de las relaciones cívicas, firmar informes administrativos y elevar al ayuntamiento de la ciudad las propuestas, sugerencias, denuncias y reclamaciones de los vecinos.

## Patrimonio

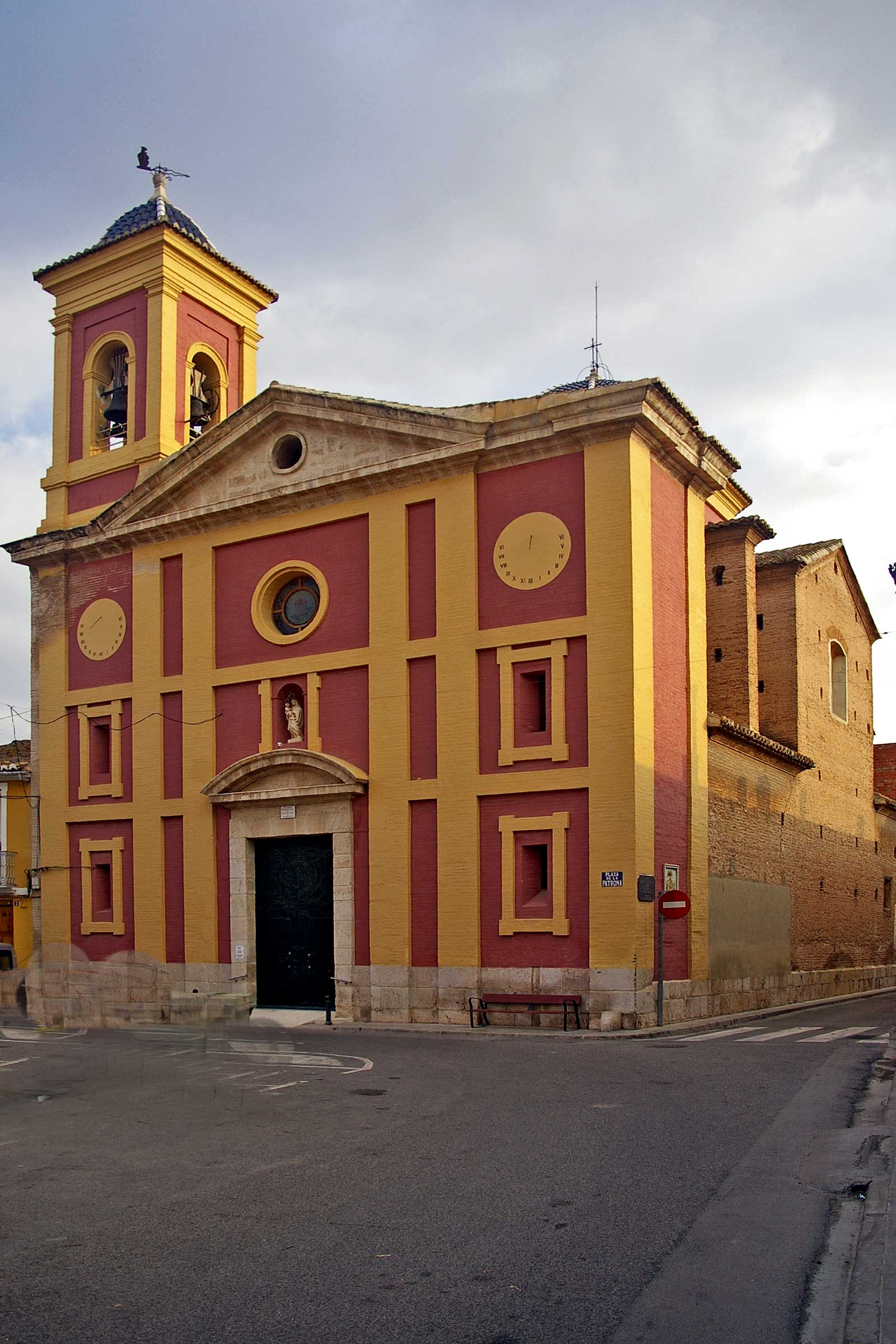
Església de Santa Anna

- Iglesia de Santa Ana: Data del siglo XVII y dependió de la iglesia de Carpesa hasta 1942. De cruz latina, se compone de tres naves y cinco tramos. Tiene una cúpula vidriada de media naranja y un campanario bajo y puntiagudo. La decoración data principalmente del siglo XIX, destacando el retablo mayor del misterioso Maestro de Borbotó, de principios del siglo XVI. Está compuesto por nueve tablas de estilo renacentista, con la imagen central de Santa Ana, que se completa con otros personajes bíblicos. Destaca asimismo el llamado Quadro de les Ànimes, de finales del siglo XV, que representa la ciudad celestial y el juicio final.[7]

## Cultura
En Borbotó hay una gran tradición de pilota valenciana, por lo que cuenta con una importante cantera de jugadores. Celebra sus fiestas en honor de Santa Ana el 23 de septiembre, ya que, según la tradición, el 23 de octubre de 1699 el pueblo se libró de una fuerte inundación por mediación de su patrona, que dividió las aguas a su paso por el lugar. La fiesta se trasladó posteriormente a septiembre para coincidir con el calendario agrícola.
Existe una milenaria tradición en Borbotó. Dice que todo aquel que provenga de Benifayó para comer en dicha pedanía,  deberá costear el festín. Sin duda era debido a las numerosas incursiones que realizaban las huestes de Benifayó buscando comida por esos ricos parajes de la huerta valenciana.

## Personas destacadas
- José Balaguer Balaguer: alcalde de la pedanía de Borbotó y Síndico de la acequia de Tormos del Tribunal de las Aguas de Valencia 1932.